# Spongiodermidae
Spongiodermidae is een familie van zachte koralen uit de orde van Alcyonacea.

## Geslachten
- Callipodium Verrill, 1876
- Diodogorgia Kuekenthal, 1919
- Homophyton Gray, 1866
- Sclerophyton Cairns & Wirshing, 2015
- Titanideum Verrill, 1864
- Tripalea Bayer, 1955